# Actitud María Marta (álbum)
Actitud María Marta es el segundo álbum del grupo de hip hop argentino Actitud María Marta, lanzado en 2003.

## Lista de temas
- Hijo mío
- Así está la cosa
- Me le planté
- Destino de rata
- La dragona
- Revolución
- Llegó la hora
- Adelante latino